# Henri Michelant
 (août 2017).
Henri-Victor Michelant, né le 8 août 1811 à Liège et mort le 23 mai 1890  à Paris, est un bibliothécaire, romaniste et médiéviste français.

## Biographie
En tant que lorrain, Henri Michelant est actif des deux côtés de la frontière entre la France, où s'il s'appelle Henri, et l'Allemagne, où il publie sous le prénom d'Heinrich.
De 1836 à 1841, il est greffier au tribunal de Metz. En février 1842, il fait la rencontre, à Tübingen, de Ludwig Uhland et d'Adelbert von Keller, avec qui il collaborera en tant qu'éditeur de textes en ancien français pour la collection « Bibliothek des Litterarischen Vereins in Stuttgart », dans laquelle il se charge des numéros 13 (1846), 24 (1852), 67 (1862) et 112 (1872).
Il obtient son doctorat et enseigne les littératures étrangères à l'Université de Rennes de 1849 à 1851. En 1853, il obtient un poste de direction au Cabinet des manuscrits de la Bibliothèque nationale de France. À Paris, il est membre résidant de la Société des antiquaires de France (1853-1885), membre du Comité des travaux historiques et scientifiques (1865-1873) et, à partir de 1875, président et membre fondateur de la Société des anciens textes français.
L'un de ses plus grands mérites est d'avoir publié, pour la première fois et d'après les manuscrits, un grand nombre de textes médiévaux.

## Publications
- Li romans d'Alixandre par Lambert Li Tors et Alexandre de Bernay, Stuttgart, 1846.
- Gedenkbuch des Metzer Bürgers Philippe von Vigneulles aus den Jahren 1471–1522, Stuttgart, 1852 ; trad. all., Saarbrücken, 2005.
- Trésor de vénerie composé en l'an M. CCC. LXXXX. IV par Hardouin, Metz, 1856.
- (avec François Guessard) Floovant. Chanson de geste, Paris, 1858.
- (avec François Guessard) Gui de Bourgogne. Chanson de geste, Paris, 1859.
- (avec François Guessard) Otinel. Chanson de geste, Paris, 1859.
- (avec François Guessard) Calixtus. Chanson de geste, Paris, 1859.
- Renaus de Montauban oder die Haimonskinder, Stuttgart, 1862.
- (avec Alfred Ramé) Voyage de Jacques Cartier au Canada en 1534, Paris, 1865.
- La Clef d'amour. Poème, Lyon, 1866.
- Blancandin et l'Orgueilleuse d'amour. Roman d'aventures, Paris, 1867.
- Méraugis de Portlesguez. Roman de la Table Ronde de Raoul de Houdenc, Paris, 1869.
- Chronique de Metz de Jacomin Husson, 1200–1525, Metz, 1870.
- Historia del Cavallero Cifar, Tübingen, 1872.
- Le Livre des Mestiers. Dialogues français-flamands composés au XIVe siècle par un maître d'école de la ville de Bruges, Paris, 1875.
- Voyage de Pierre Bergeron ès Ardennes, Liége et Pays-Bas, en 1619, Liège, 1875.
- Guillaume de Palerne, Paris, 1876.
- (avec Gaston Raynaud) Itinéraires à Jérusalem et descriptions de la Terre Sainte rédigés en français aux XIe, XIIe et XIIIe siècles, Genève, 1882.
- Der Roman von Escanor von Gérard von Amiens, Tübingen, 1886.
- (avec Paul Meyer) L'Escoufle. Roman d'aventure de Jean Renart, Paris, 1894.